# 代數同態
在A和B兩個K-多元環之間的同態是指一個函數{\displaystyle F:A\rightarrow B}，此函數能使得對所有在K內的k和在A內的x、y來說，
- F(kx) = kF(x)

- F(x + y) = F(x) + F(y)

- F(xy) = F(x)F(y)

若F是双射的，則F稱為是A和B之間的同構。

## 例子
令A=K[x]為在一個體K上的所有多項式所組成的集合，且B為一個在K上所有多項式函數所組成的集合，則A跟B兩個都會是在K上分別由標準的多項式和函數的乘法及加法所構成的代數。可以將每個在A內的{\displaystyle f\,}以{\displaystyle {\hat {f}}(t)=f(t)\,}的方式映射至於B內的{\displaystyle {\hat {f}}\,}。很簡單便可以知道這個映射{\displaystyle f\rightarrow {\hat {f}}\,}會是一個A和B兩個代數之間的同態。若K是一個有限體的話，則可令
{\displaystyle p(x)=\Pi _{t\in K}(x-t).\,}
其中p是一個在K[x]內的非零多項式。但對所有在K內的t，{\displaystyle p(t)=0\,}，所以其映射{\displaystyle {\hat {p}}=0\,}都會是一個零值函數，這兩個代數因此不會是同構的。
若K是無限的，則令{\displaystyle {\hat {f}}=0\,}。接下來要證明這會使得{\displaystyle f=0\,}。設{\displaystyle deg(f)=n\,}和{\displaystyle t_{0},t_{1},\dots ,t_{n}\,}為K內n+1個不同的元素，則對{\displaystyle 0\leq i\leq n}都會有{\displaystyle f(t_{i})=0\,}。再利用拉格朗日插值便能得到{\displaystyle f=0\,}。因此映射{\displaystyle f\rightarrow {\hat {f}}\,}是單射的，故而有一個在A和B之間的同構。